# حوزه انتخابیه ششم مینه‌سوتا
حوزه انتخابیه ششم مینه‌سوتا یک حوزه انتخابیه مجلس نمایندگان آمریکا است که در ایالت مینه‌سوتا قرار دارد.